# Wüstenrot-Hochhaus

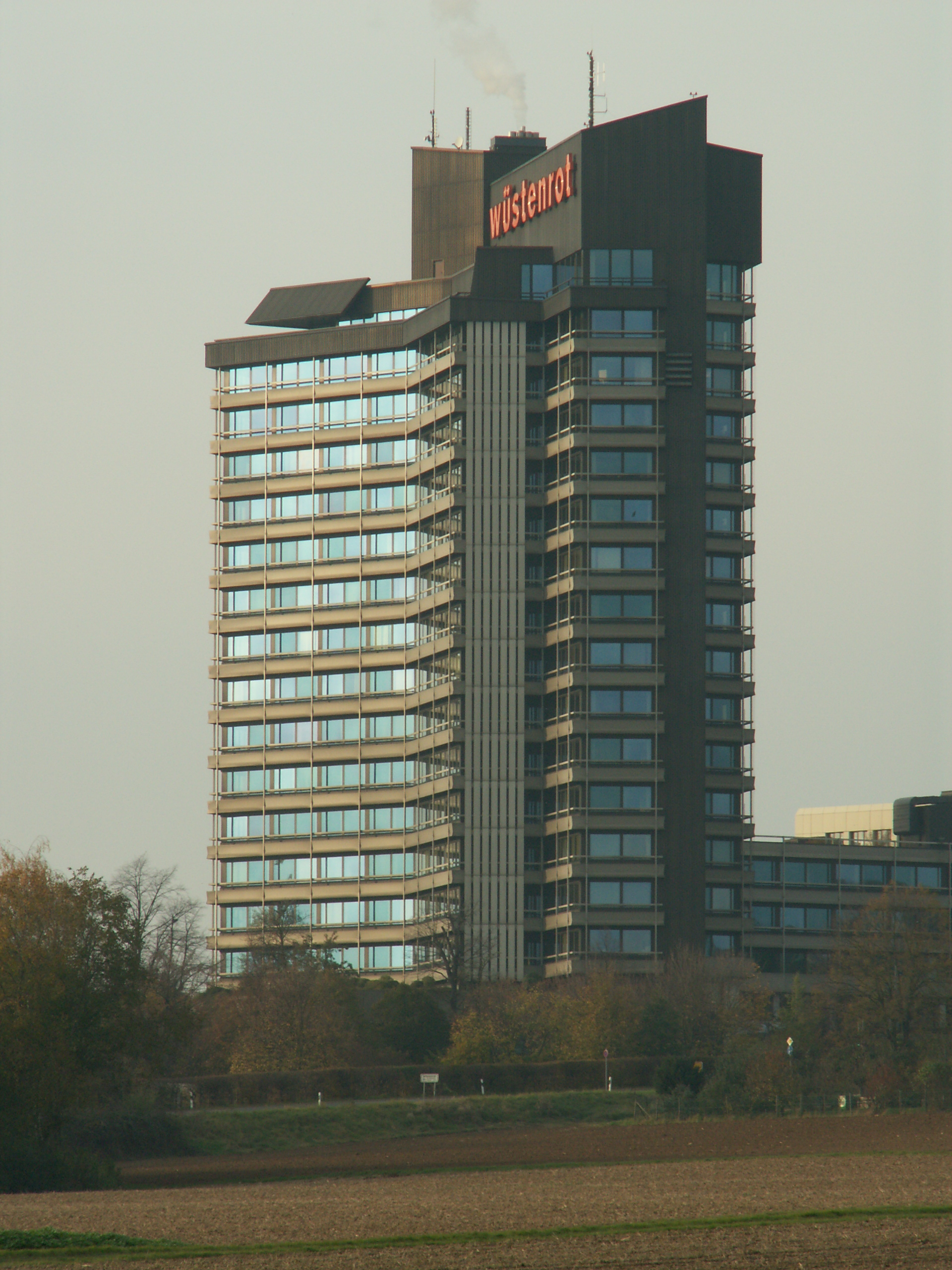
Wüstenrot-Hochhaus

Das Wüstenrot-Hochhaus ist ein Hochhaus in Ludwigsburg. Es war das zentrale Verwaltungsgebäude der GdF Wüstenrot, der ersten deutschen Bausparkasse.
Das Gebäude wurde in den Jahren 1972 bis 1974 nach Entwürfen des Stuttgarter Professors Ludwig Hilmar Kresse errichtet. Es ist 72 Meter hoch (mit Antenne 79 Meter). Damit war das Wüstenrot-Hochhaus bei der Fertigstellung das höchste Hochhaus in Baden-Württemberg. Für die Metropolregion Stuttgart galt dies noch bis 2004. Es ist heute das höchste bewohnbare Gebäude Ludwigsburgs und auch eines der höchsten Gebäude im Großraum Stuttgart. Da das Haus weithin sichtbar ist, ist es für Ludwigsburgs Silhouette von großer Bedeutung und eine wichtige Landmarke.
Das 20-stöckige Gebäude hat 6 Aufzüge für je 11 Personen und einen Frachtaufzug. Die Nutzfläche beträgt zirka 15.000 m².
Nach dem Umzug Anfang 2023 der GdF Wüstenrot in den neu gebauten W&W-Campus wird über die weitere Verwendung verhandelt. Neben der Nutzung als Wohnraum strebt die Stadt Ludwigsburg einen größeren Anteil Gewerbeflächen an.
Koordinaten: 48° 52′ 58″ N, 9° 11′ 21″ O